# Serrat de Garfís
El Serrat de Garfís és una serra situada al municipi de Moià (Moianès), amb una elevació màxima de 1.029 metres.